# Squama occipitalis
Squama occiptalis, er placeret over og bagved nakkehullet, og den er kurvet oppefra og nedad og fra side til side.